# 앗토
앗토(あっと, atto)는 일본의 남성 만화가이다.

## 경력・인물
2007년에 월간 코믹 어라이브에서 연재된 판타지 만화 《소악마 머랭》으로 데뷔. 연재 당시에는 인기가 있었다고 말하기 어려웠고, 연재 몇 년 만에 막을 내렸다(2014년에 신장판이 발간). 하지만 차기작인 《논논비요리》에서는 전작에게서 요소를 계승하면서도 내용 자체는 별개로 환골탈태하여, 일상 계이면서도 시골을 무대로 한 세계관이 호평을 받으며 2013년에는 애니메이션화되었다. 이후는 관련 상품의 매출도 좋아서, 히트작으로 인기가 지속되고 있다.
2016년 4월부터 방영된 TV 애니메이션 《하이스쿨 플릿》의 캐릭터 원안을 담당했다. 《하이후리》와 《논논비요리》는 같은 〈월간 코믹 얼라이브〉(KADOKAWA / 미디어팩토리)에서 연재되고 있다. 표지에서도 콜라보를 한 적이 있다.

## 주요 작품

### 만화
- 소악마 머랭 (미디어 팩토리 〈월간 코믹 어라이브〉 2007년 12월호 - 2009년 3월)
- 논논비요리 (KADOKAWA 미디어팩토리 〈월간 코믹 어라이브〉 2009년 11월호 - 연재 중)

### 앤솔로지
- 논논비요리 공식 앤솔로지, 봄! (MF코믹스 어라이브 시리즈)
- 논논비요리 공식 앤솔로지, 여름! (MF코믹스 어라이브 시리즈)
- 논논비요리 공식 앤솔로지, 가을! (MF코믹스 어라이브 시리즈)
- 논논비요리 공식 앤솔로지, 겨울! (MF코믹스 어라이브 시리즈)
- 금빛 모자이크 앤솔로지 코믹(망가 타임 KR코믹스)
- 쿠마미코 공식 앤솔로지 (MF코믹스)

### 엔드 카드
- 디-프래그! (8화)

### 그외
- 논논비요리 8.5, 공식 가이드북 (MF코믹스 어라이브 시리즈)
- 하이스쿨 플릿 (캐릭터 원안)